# Entrega

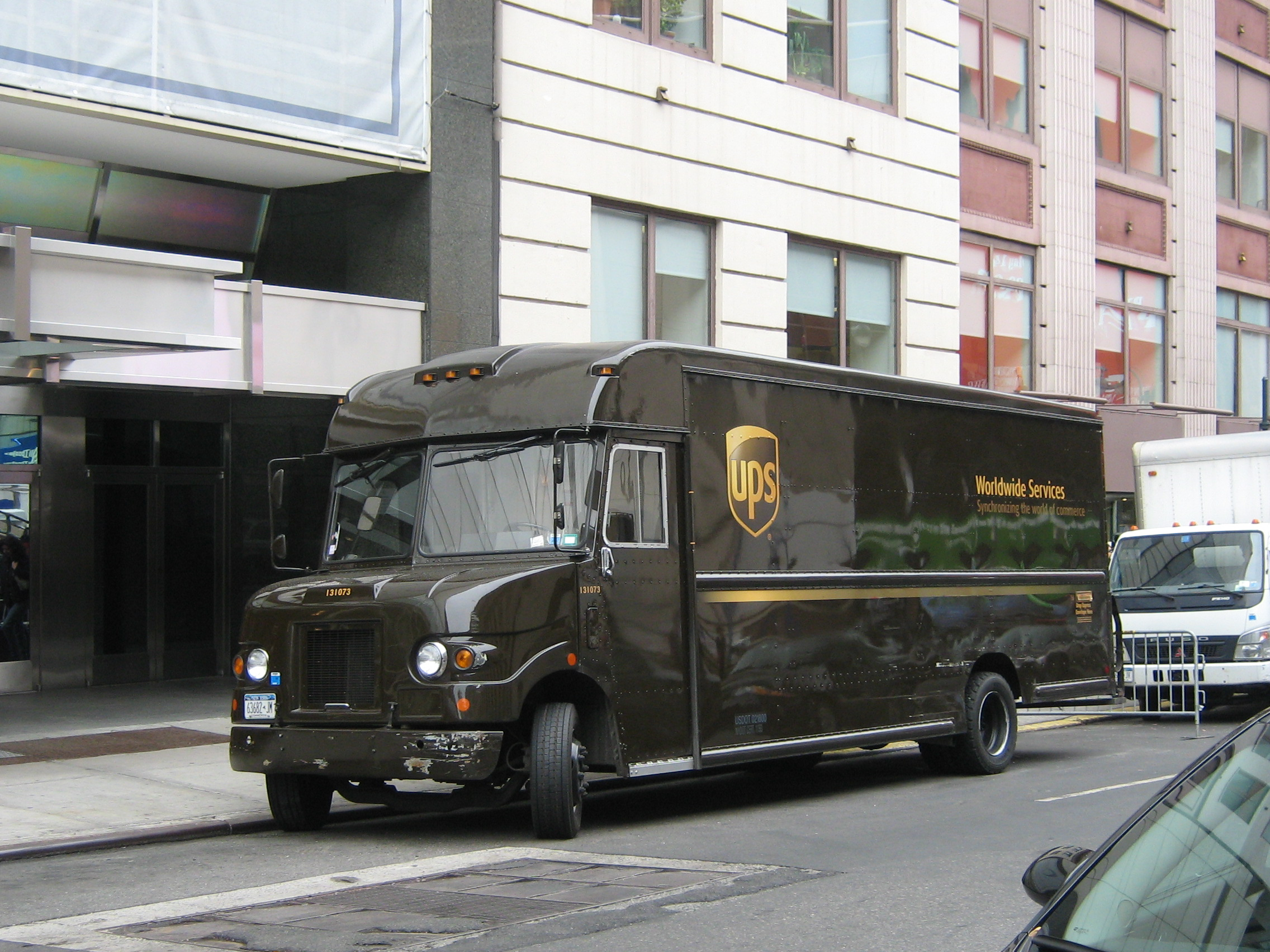
Vehículo utilizado en la paquetería.

Entrega, reparto, domicilio, envío o delivery (hispanizado como delíveri) es una actividad que forma parte del área de logística cuya finalidad es la de colocar o entregar bienes, servicios, fondos o información directamente en el lugar de consumo o uso (al cliente final).
A la persona dedicada a esta actividad se le denomina, según cada contexto, repartidor, recadero, distribuidor, mensajero, mandadero o delivery.
Dentro el ámbito empresarial, la gestión de la mensajería se enlaza con el diseño, la planificación, el desarrollo y la mejora de los flujos asociados a la entrega, generalmente sujeta a restricciones de tiempo y coste.
El resultado de la gestión de la paquetería es la operación de colocar en el tiempo acordado, en las condiciones acordadas y a la persona adecuada, la cantidad precisa de un bien o servicio adquirido. 
El avance en las comunicaciones y el uso de las nuevas tecnologías de la información han permitido que también sea una condición del servicio disponer de trazabilidad del producto en tiempo real.
La logística adquiere distintos grados de complejidad dependiendo de la industria y mercados donde se aplique, así otra de sus propiedades es la posibilidad de maximizar la interacción humana e la culminación del proceso, con posibilidades de emplearse en la fidelización de clientes (envío de regalos), estudios de mercado (aplicación de encuestas) u otros fines.
La proliferación de los servicios web y la atención telemática tienen como consecuencia inmediata resolver de la forma más eficiente la actividad de entrega. Un excelente servicio de atención virtual o telefónica puede verse severamente opacado e incluso debilitado si la solución de entrega carece de atributos valorados por el cliente o los acuerdos de plazos y condiciones de entrega no se cumplen; por ello hacer un seguimiento del estado del pedido es esencial y esto se consigue mediante el desarrollo continuo del software de trazabilidad. De esta forma, pueden ser encontrados en la web muchos servicios diferentes para realizar entregas utilizando sistemas de pedidos en línea, los cuales describen una forma de trazabilidad utilizando los estados en los que se encuentra un pedido.
Aún cuando el reparto puede referirse a la entrega mediante cañerías, cableado o inalámbrico (Ej: gas por cañería, agua potable, electricidad, Internet, etc), este artículo es una acepción referida a la entrega de bienes físicos mediante transporte, en este sentido, la recadería se encarga de resolver todos los traslados entre un lugar de origen (almacén, sucursal, centro de distribución, etc) y el cliente o usuario final, la dirección del flujo puede ser indistintamente hacia uno y otro sentido o sincronizadamente en ambos. En una secuencia ideal, el proceso del reparto se inicia desde que el usuario o cliente finaliza el ingreso de su solicitud o requerimiento mediante un portal de atención a distancia, sea este una página web, una aplicación de teléfonos inteligentes, un programa informático específico diseñado para estos fines, un centro de llamadas o incluso de atención presencial, donde solicita el reparto a domicilio, y finaliza cuando el solicitante recibe los bienes o servicios enviados. Cualquier variación requerida a este flujo entre los puntos de origen y final, también corresponde resolver como parte de los procesos de entrega. Así es como en despachos de larga distancia, las actividad de Cross docking, transporte ferroviario, naviero o aéreo también son parte inherente de la recadería.
Siempre dentro del ámbito empresarial, «mensajería», «recadería» o «paquetería» no son sinónimos de «distribución», sin embargo son un intermediario en el canal de distribución por cuanto pone en manos de los clientes (o consumidores) los productos que estos han adquirido. Nótese la diferencia entre «recadería» y «distribución»: la recadería traslada hasta el cliente productos que ya fueron adquiridos, en cambio la distribución traslada los productos a un punto de comercialización para que los clientes los adquieran.
El delivery es también una solución empresarial que puede adquirir una capilaridad superior a cualquier canal de venta. El éxito del desempeño de un servicio de entregas se mide principalmente por llegar en tiempo y completo, el indicador usado es OTIF, que es la intersección de los pedidos que fueron entregados completos y en tiempo y su razón con el total de pedidos. OTIF significa On Time - In Full (En tiempo y completo).
La fórmula delivery ha conseguido grandes éxitos y hecho cambios a nivel social y económico. Esta solución permite una mayor coordinación entre empresa y cliente añadiendo un tercer eslabón que sería el intermediario que reparte el bien o servicio. Esto ha sido probado ser una fórmula de éxito abaratando los costes por parte de la empresa y siendo más efectivo con respecto a la satisfacción de los clientes.

#### Auge de la comida a domicilio
El sector de la comida a domicilio experimentó un auge en España en torno al 2015 mediante la aparición y posterior popularización de las aplicaciones móviles de envíos de comida. Actualmente es uno de los tipos de entregas más usados y consumidos en Europa para buscar cerca un local y pedir a domicilio (el concepto contrario sería el de comida para llevar, donde el cliente se presenta en el establecimiento a recoger el producto en lugar de hacerse la entrega al domicilio). Este fenómeno es una de las consecuencias de la Era Digital y la revolución de las apps. 
La entrega de alimentos al por menor es un servicio de mensajería en el que un restaurante, una tienda o una empresa independiente  entrega alimentos a un cliente. Por lo general, un pedido se realiza a través del sitio web o la aplicación móvil de un restaurante o tienda de comestibles, o a través de una empresa de pedidos de alimentos.